# زدرافكو كوزمانوفيتش
زدرافكو كوزمانوفيتش (بالإنجليزية: Zdravko Kuzmanović) (مواليد 22 سبتمبر 1987 في ثون - سويسرا) لاعب كرة قدم صربي سابقا
.

## روابط خارجية
- زدرافكو كوزمانوفيتش على موقع الاتحاد الدولي (مؤرشف)  (الإنجليزية)
- زدرافكو كوزمانوفيتش على موقع الاتحاد الأوربي (الإنجليزية)
- زدرافكو كوزمانوفيتش على موقع قاعدة بيانات كرة القدم.إي يو (الإنجليزية)
- زدرافكو كوزمانوفيتش على موقع بيانات كرة القدم. دي إي (الألمانية)
- زدرافكو كوزمانوفيتش على موقع ناشيونال فوتبول تيمز (الإنجليزية)
- زدرافكو كوزمانوفيتش على موقع Soccerbase.com (لاعب) (الإنجليزية)
- زدرافكو كوزمانوفيتش على موقع Soccerway.com (الإنجليزية)
- زدرافكو كوزمانوفيتش على موقع عالم كرة القدم.نت (الإنجليزية)
- زدرافكو كوزمانوفيتش على موقع كووورة
- زدرافكو كوزمانوفيتش على موقع AS.com (الإسبانية)